# クリック (ノイズ)
クリック (英語: click) またはクリックノイズは、オーディオ業界で、録音物に含まれる「プツッ」という瞬間的なノイズである。自然界にある音ではなく、電気的な操作で録音に混入する。音楽や自然音響などの録音の現場では忌み嫌われるもので、録音技術者はなるべくこのノイズが混入しないように注意を払う。テクノやエレクトロニカ、ノイズミュージックなど一部の電子音楽では、逆にこのクリックを音響の一種と見なし音楽的な表現手段として用いることも多い。
また「ピッ」というごく短い電子音もクリックと呼ぶ場合がある。これは本来コンピュータや様々な電子機器または電気機器の作動音として、人間に動作の過程を聴覚的に認知させるために意図的に鳴らされるものである。擬音語でプツッではなくピッあるいはポッなどと表現する場合は、音程のある伸音を0.n秒などごく短い時間鳴らしているもので、その正体はノイズではなく、ごく短いが正弦波や鋸歯状波などの音程を持った楽音である。絶対音感を持った人の耳はこの音程を認知できるし、音響分析などの手段にかければより正確にその周波数を把握できる。こちらも電子音楽での表現手段の一種として多く用いられる。
また、一部のコンピュータのソフトウェアでは、マウスのクリックに合わせてクリック音を意図的にコンピュータのスピーカーから鳴らす場合もある。